# Marta Subirà i Roca
Marta Subirà i Roca (Barcelona, 1972) es una política y gestora pública española. Desde su posición de responsabilidad, representa al Gobierno de Cataluña ante organismos internacionales, como las Naciones Unidas, participando en Cumbres internacionales de Cambio Climático de Naciones Unidas (CMNUCC) desde 2009, en Cumbres del Convenio sobre la Diversidad Biológica (CDB) o ante la Unión Internacional para la Conservación de la Naturaleza (IUCN), entre otros.

## Trayectoria
Se licienció en Derecho por la Universidad Pompeu Fabra, con la especialización de Derecho Administrativo y Público de Cataluña. Después de finalizar sus estudios, entre 1999 y 2011 fue concejala en el ayuntamiento de San Cugat del Vallés, donde ocupó diversas áreas de responsabilidad, incluyendo la concejalía de Comunicación, Servicios Generales y Sociedad de la Información y la tenencia de alcaldía de Medio Ambiente y Movilidad entre 2007 y 2011, dentro del equipo de gobierno encabezado por el alcalde Lluís Recoder.
El 5 de enero de 2011 fue nombrada directora general de Políticas Ambientales y Sostenibilidad del Gobierno de Cataluña, cargo que ocupó hasta el año 2016. Durante este período se aprobó, bajo su responsabilidad, la creación del Parque Natural de las Cabeceras del Ter y del Freser,el primer Plan de Apoyo al Tercer Sector Ambiental de Cataluñay la primera Estrategia Catalana de Adaptación al Cambio Climático (2013-2020).
Posteriormente, en enero de 2016, fue designada secretaria de Medio Ambiente y Sostenibilidad del Gobierno de Catalunya. Bajo su responsabilidad y siendo Consejero de Territorio y Sostenibilidad de Cataluña, Josep Rull, se aprobó a nivel autonómico la Ley 16/2017, de 1 de agosto, del cambio climático, la primera ley sobre cambio climático del estado español y una ley pionera en Europa.También durante este período se logró un hito histórico para resolver el expolio de agua que sufre el río Ter desde finales de los años 60, con la creación de la Mesa del Ter y el acuerdo multilateral que garantiza la recuperación de los caudales ecológicos del río.
Durante los años que ha sido secretaria de Medio Ambiente y Sostenibilidad del Gobierno ha impulsado la recuperación de las políticas de medio natural y la biodiversidad en Cataluña en un período de fuerte crisis económica y recursos económicos escasos, se ha aprobado la Estrategia del Patrimonio Natural y la Biodiversidad de Cataluña,el primer Informe sobre el Estado de la Naturaleza en Cataluñay se ha creado la Agencia de la Naturaleza de Cataluña,un proyecto que se había intentado en legislaturas anteriores sin éxito. Marta Subirà también ha impulsado intensamente la custodia del territorio y se ha recuperado la capacidad de comprar para el patrimonio públicofincas de alto valor natural, como el Volcán de Santa Margarita, en la Garrotxa,o la Finca del Vinyet, en la desembocadura del Gaià (Tarragona).Otros proyectos se han dirigido a impulsar la movilidad sostenible y la mejora de la calidad del aire, la transición a la economía circular, la mitigación y la adaptación al cambio climático,la recuperación de los caudales ecológicos o la mejora de las masas fluviales.
Fue Secretaria de Medio Ambiente y Sostenibilidad del Gobierno de Cataluña desde enero de 2016 hasta junio de 2021. Posteriormente, desde junio de 2021 hasta el 22 de noviembre de 2022, fue Presidenta de Ferrocarriles de la Generalidad de Cataluña.

## Reconocimientos
En 2016, fue incluida por La Vanguardia en una lista como una de las ocho mujeres más influyentes en la protección del medio ambiente en España.